# A12 (autoestrada)
A A12 ou Autoestrada do Sul do Tejo é uma autoestrada portuguesa, que liga Lisboa com Setúbal, ligando as duas margens da região da Área Metropolitana de Lisboa, tendo uma extensão total de 42,8 km.
Esta autoestrada divide-se em duas partes contínuas: a primeira, de 17 km, concessionada à Lusoponte, corresponde à empreitada da Ponte Vasco da Gama, tendo início em Sacavém, no final da CRIL. A segunda, de 24 km e atribuída à Brisa, inicia-se à saída da Ponte Vasco da Gama, em plena Reserva Natural do Estuário do Tejo, junto à antiga Aldeia Galega, hoje cidade de Montijo, cruza a A2 perto de Palmela, e prolonga-se por lezírias e planícies de trigo, girassol, aveia e vinhas até chegar a Setúbal.
O seu troço mais antigo, junto a Setúbal, foi inaugurado em finais da década de 70 para concluir o troço de autoestrada entre Lisboa e Setúbal. Em 1994, com a abertura do troço da A2 entre Palmela e a Marateca, o pequeno troço de ligação a Setúbal, de apenas 5 km, foi rebatizado como fazendo parte da A12. Nessa altura começava a tomar forma a ideia de construir uma segunda travessia sobre o Tejo, mas desta vez a norte de Lisboa. Essa travessia serviria para aliviar o tráfego existente na Ponte 25 de Abril e para criar uma nova e mais rápida alternativa para as deslocações entre o litoral norte e sul do país, que até àquele momento obrigavam à passagem pelo interior do perímetro da cidade (Avenida Marechal Craveiro Lopes e Avenida General Norton de Matos).
Assim sendo, a A12 foi prolongada até ao Montijo, ao mesmo tempo que foi construída a Ponte Vasco da Gama, tendo ambas as infraestruturas sido inauguradas em 1998, menos de dois meses antes do início da Exposição Mundial de 1998 (EXPO '98), que se realizou em Lisboa.
No entanto, aquilo que se tem vindo a verificar desde então é que a A12 não cumpriu de todo os objetivos a que se propôs. Talvez por ter sido construída demasiado a norte, não se tem constituído como alternativa para muitos dos condutores que diariamente passam o Tejo, e a Ponte 25 de Abril mantém-se congestionada. Por outro lado, a abertura da auto-estrada A13 (em 2005) e posteriormente da A10 (em 2007) tornaram as deslocações entre o norte e o sudeste de Lisboa não só mais rápidas como também mais cómodas, uma vez que passou a ser possível evitar a malha urbana localizada a norte da capital, entre o Carregado e Sacavém, por onde passa a A1. Esta conjugação de fatores tem feito com que o tráfego desta autoestrada esteja abaixo do previsto inicialmente.
Traçado da A 12 no Google Maps

## Estado dos troços
| Troço               | Situação                                                       | km   |
| ------------------- | -------------------------------------------------------------- | ---- |
| Setúbal – A 2       | Em serviço (1979) como parte da A 2 Renomeado (1994) para A 12 | 5,2  |
| A 2 – Alcochete     | Em serviço (04/1998)                                           | 19,1 |
| Alcochete – Sacavém | Em serviço (1998)                                              | 17   |

## Capacidade

### Perfil
| Troço         | Perfil | Extensão |
| ------------- | ------ | -------- |
| Setúbal – A 2 |        | 5 km     |
| A 2 – Sacavém |        | 36 km    |

### Tráfego[4]
| Troço                       | Tráfego médio mensal, setembro de 2016 |
| --------------------------- | -------------------------------------- |
| Ponte Vasco da Gama         | 64.542                                 |
| Montijo (A33) – Pinhal Novo | 20.078                                 |
| Pinhal Novo – Palmela (A2)  | 19.657                                 |
| Palmela (A2) – Setúbal      | 24.575                                 |

## Saídas

### Setúbal – Sacavém
| Número da saída                               | Nome da saída                                                     | Estrada que liga  |
| --------------------------------------------- | ----------------------------------------------------------------- | ----------------- |
|                                               | Setúbal                                                           | N 10              |
| (sentido Setúbal)                             | Alcácer do Sal Mitrena / Setúbal zona industrial                  | N 5 N 10-8        |
| Praça de Portagem de Setúbal                  |                                                                   |                   |
| 1                                             | Lisboa (via Ponte 25 de Abril) / Palmela / Almada ALGARVE / Évora | A 2               |
| 2                                             | Pinhal Novo                                                       | N 252             |
| Praça de Portagem de Pinhal Novo              |                                                                   |                   |
| 3                                             | Alcochete / Porto Alto Montijo / Barreiro                         | IC 3 IC 32 - A 33 |
| Praça de Portagem do Montijo (sentido Lisboa) |                                                                   |                   |
| Ponte Vasco da Gama                           |                                                                   |                   |
| 4                                             | Lisboa (centro) Alverca / Sacavém                                 | IC 2 - A 30       |
|                                               | direcção Algés / A 1 NORTE                                        | A 36 (CRIL)       |

## Áreas de serviço
- Área de Serviço de Alcochete (km 28)